# Lomtjärnen (Järnboås socken, Västmanland)
Lomtjärnen är en sjö i Nora kommun i Västmanland och ingår i Norrströms huvudavrinningsområde.